# NGC 2228
NGC 2228 est une vaste galaxie lenticulaire située dans la constellation de la Dorade. NGC 2228 a été découverte par l'astronome britannique John Herschel en 1835.

## Caractéristiques
Sa vitesse par rapport au fond diffus cosmologique est de 7 348 ± 63 km/s, ce qui correspond à une distance de Hubble de 108,4 ± 7,6 Mpc (∼354 millions d'al).